# تلعمری (سوریه)
تلعمری شهری در استان حمص و شمال خاوری شهر حمص است. بر پایه آمارهای سال ۲۰۰۴ جمعیت این شهر ۸۹۵ نفر و از نژاد چرکس است.